# شون فلانغن
شون فلانغن (بالإنجليزية: Seán Flanagan) هو لاعب كرة القدم الغالية وسياسي أيرلندي، ولد في 26 يناير 1922 في جمهورية أيرلندا، وتوفي في 5 فبراير 1993 في نفس البلد. حزبياً، نشط في فيانا فايل.

## مناصب
- في انتخابات البرلمان الأوروبي 1979، انتخب عضو في البرلمان الأوروبي عن دائرة Connacht–Ulster (European Parliament constituency) [الإنجليزية]‏ لترشحه ضمن قائمة فيانا فايل، وقد انضم خلال فترته النيابية (16 يوليو 1979 – 23 يوليو 1984) للكتلة البرلمانية الديموقراطيون التقدميون الأوروبيون [الإنجليزية]‏.
- في 1951 Irish general election [الإنجليزية]‏، انتخب نائب دييل عن دائرة Mayo South (Dáil constituency) [الإنجليزية]‏ وقد انضم خلال فترته النيابية  [لغات أخرى]‏ (13 يونيو 1951 – 23 أبريل 1954) للكتلة البرلمانية فيانا فايل.
- في 1954 Irish general election [الإنجليزية]‏، انتخب نائب دييل عن دائرة Mayo South (Dáil constituency) [الإنجليزية]‏ وقد انضم خلال فترته النيابية  [لغات أخرى]‏ (2 يونيو 1954 – 13 ديسمبر 1956) للكتلة البرلمانية فيانا فايل.
- في الانتخابات العمومية الإيرلندية 1957 [الإنجليزية]‏، انتخب نائب دييل عن دائرة Mayo South (Dáil constituency) [الإنجليزية]‏ وقد انضم خلال فترته النيابية  [لغات أخرى]‏ (20 مارس 1957 – 1 سبتمبر 1961) للكتلة البرلمانية فيانا فايل.
- في الانتخابات العمومية الإيرلندية 1961 [الإنجليزية]‏، انتخب نائب دييل عن دائرة Mayo South (Dáil constituency) [الإنجليزية]‏ وقد انضم خلال فترته النيابية  [لغات أخرى]‏ (11 أكتوبر 1961 – 11 مارس 1965) للكتلة البرلمانية فيانا فايل.
- في الانتخابات العمومية الإيرلندية 1965 [الإنجليزية]‏، انتخب نائب دييل عن دائرة Mayo South (Dáil constituency) [الإنجليزية]‏ وقد انضم خلال فترته النيابية  [لغات أخرى]‏ (21 أبريل 1965 – 21 مايو 1969) للكتلة البرلمانية فيانا فايل.
- في الانتخابات العمومية الإيرلندية 1969 [الإنجليزية]‏، انتخب نائب دييل عن دائرة Mayo East (Dáil constituency) [الإنجليزية]‏ وقد انضم خلال فترته النيابية  [لغات أخرى]‏ (2 يوليو 1969 – 5 فبراير 1973) للكتلة البرلمانية فيانا فايل.
- في الانتاخابات العمومية الإيرلندية 1973 [الإنجليزية]‏، انتخب نائب دييل عن دائرة Mayo East (Dáil constituency) [الإنجليزية]‏ وقد انضم خلال فترته النيابية  [لغات أخرى]‏ (14 مارس 1973 – 25 مايو 1977) للكتلة البرلمانية فيانا فايل.
- انتخب وزير الصحة [الإنجليزية]‏ (13 يوليو 1966 – 2 يوليو 1969).
- في انتخابات البرلمان الأوروبي 1984، انتخب عضو في البرلمان الأوروبي عن دائرة Connacht–Ulster (European Parliament constituency) [الإنجليزية]‏ لترشحه ضمن قائمة فيانا فايل، وقد انضم خلال فترته النيابية (24 يوليو 1984 – 24 يوليو 1989) للكتلة البرلمانية التحالف الديمقراطي الأوروبي [الإنجليزية]‏.
- انتخب Minister for Climate, Energy and the Environment [الإنجليزية]‏ (2 يوليو 1969 – 14 مارس 1973).